# Constance Boisvert
Constance Boisvert (* 1982) ist eine ehemalige kanadische Snowboarderin. Sie startete in den Paralleldisziplinen.

## Werdegang
Boisvert nahm im Januar 1999 im Mont Sainte-Anne erstmals am Snowboard-Weltcup der FIS teil und errang dabei den 29. Platz im Riesenslalom. In den folgenden Jahren erreichte sie im Nor-Am-Cup 33 Podestplatzierungen, darunter acht Siege und gewann in der Saison 2007/08 die Parallelwertung. Zudem wurde sie 2002/03, 2005/06 und 2006/07 jeweils Dritte in der Parallelwertung. Bei den Juniorenweltmeisterschaften 2001 im Nassfeld belegte sie den 26. Platz im Parallel-Riesenslalom und den zehnten Rang im Parallelslalom. In der Saison 2003/04 erreichte sie am Mount Bachelor mit dem 22. Platz im Parallel-Riesenslalom ihre beste Platzierung im Weltcup und zum Saisonende mit dem 49. Platz im Parallel-Weltcup ihr bestes Gesamtergebnis. Bei den Snowboard-Weltmeisterschaften 2005 in Whistler fuhr sie auf den 40. Platz im Parallelslalom sowie auf den 28. Rang im Parallel-Riesenslalom und bei der Winter-Universiade 2007 in Bardonecchia auf den zehnten Platz im Riesenslalom. Ihren 30. und damit letzten Weltcup absolvierte sie im Januar 2010 im Stoneham, welchen sie auf dem 30. Platz im Parallel-Riesenslalom beendete. 

## Weltcup-Gesamtplatzierungen
| Saison    | Gesamt | Gesamt | Parallel | Parallel |
| Saison    | Punkte | Platz  | Punkte   | Platz    |
| --------- | ------ | ------ | -------- | -------- |
| 1998/99   | 4      | 127.   | -        | -        |
| 1999/2000 | 2      | 127.   | -        | -        |
| 2002/03   | -      | -      | 96       | 56.      |
| 2003/04   | -      | -      | 205      | 49.      |
| 2004/05   | -      | -      | 152      | 51.      |
| 2005/06   | 35     | 185.   | 35       | 75.      |
| 2006/07   | 36     | 132.   | 36       | 56.      |
| 2007/08   | 40     | 153.   | 40       | 56.      |
| 2008/09   | 38     | 166.   | 38       | 57.      |
| 2009/10   | 32     | 168.   | 32       | 66.      |